# Petrović
Petrović je hrvatsko, crnogorsko i srpsko prezime. Izvedeno je iz osobnog imena Petar.
Hrvatsko prezime:
U Hrvata se prezime Petrović javlja u Husinu, Dubi Pelješkoj, Ravn-Prozor, Kopanicama, Rakitnom, Paljevini (Drenje), Podgajcima Podravskim, Vratima (Fužine), Splitu i dr.
- Dražen Petrović, hrvatski košarkaš
- Adam Petrović, hrv. druš.-pol.radnik i narodni heroj
- Aleksandar Petrović, hrvatski košarkaš i trener
- Alen Petrović, hrvatski nogometaš
- Alojz Petrović, hrvatski gimnastičar
- Ana Petrović, hrvatska nogometašica i reprezentativka
- Ante Petrović, hrvatski nogometaš[1]
- Boško Petrović, hrvatski jazz glazbenik
- Branimir Petrović, hrvatski slikar
- Drago Petrović - Gas, hrvatski branitelj iz Skradina, heroj Domovinskog rata, čije ime nosi 1. bojna 15. domobranske pukovnije, junak obrane Šibenika[2]
- Ivan Petrović, autor softverskog alata za komprimiranje podataka PowerArchivera[3]
- Ivan Petrović, hrvatski znanstvenik, dobitnik hrvatske godišnje državne nagrade za znanost[4]
- Ivan Petrović Poljak, hrvatski klavirist[5][6]
- Ivana Petrović, hrvatska televizijska novinarka[7]
- Ivanka Petrović, hrvatska akademkinja, hrvatska filologinja, književna povjesničarka medievistica i kritička hagiografkinja
- Jasenka Roter Petrović, bosanskohercegovačka hrvatska pijanistica i glazbena pedagoginja
- Juraj Petrović, hrv. svećenik i humanitarac
- Krešimir Petrović, slovenski kineziolog i sociolog športa hrvatskog podrijetla, otac Roka Petroviča
- Leo Petrović, hrvatski franjevac iz Hercegovine
- Leonard Petrović, hrvatski graditelj i klesar[8]
- Ljudevit Petrović, svećenik, mučenik vjere[9]
- Marica Petrović, bosanskohercegovačka kroatistica i kulturna djelatnica Hrvata iz Bosne i Hercegovine
- Marko Petrović, hrvatski košarkaš, prvi Hrvat koji je osvojio srednjoškolski naslov prvaka SAD-a, igrajući za Findlay Prep
- Mihajlo Petrović, hrvatski graditelj
- Milan Petrović, hrvatski nogometaš i trener
- Miroslav Petrović (kulturni djelatnik), hrvatski kulturni djelatnik iz Bosne i Hercegovine i visoki lokalni dužnosnik
- Miroslav Petrović (novinar), bosanskohercegovački novinar
- Nenad Petrović, hrvatski problemski šahist
- Neven Petrović, hrvatski fotograf[10]
- Neven Petrović, hrvatski znanstvenik[11]
- Petar Petrović (klesar), hrvatski graditelj i klesar[8]
- Robert Petrović, hrvatski kulturni djelatnik iz BiH, predsjednik Mladih HKD Napredak,  sudionik projekata Međunarodna likovna kolonije Breške i Hrvatski Glasnik,  jedan od osnivača Udruge studenata i mladih Napredak Tuzla[12]
- Rok Petrovič, slovenski skijaš hrvatskog podrijetla
- Ruža Petrović, hrvatska antifašistica
- Sandra Petrović Jakovina, hrvatska političarka, pravnica
- Slavko Petrović (atletičar), hrvatski atletičar
- Stanislav Petrović, hrvatski pjesnik
- Tihomir Petrović, hrvatski glazbeni pisac i skladatelj, profesor glazbene teorije,
- Tomislav Petrović, hrvatski glazbeni menadžer i diskograf (Jabukaton), pokretač nagrade Crni mačak[13]
- Tomislav Petrović, hrvatski košarkaš[14]
- Tomislav Petrović (sudac), hrvatski nogometni sudac,[15]
- Tomislav Petrović, hrvatski dužnosnik, načelnik Odjela ekološke i integrirane poljoprivrede u Ministarstvu poljoprivrede, ribarstva i ruralnog razvoja[16]
- Vladimir Petrović, srbijanski nogometaš hrvatskog podrijetla
- Vladimir Petrović, hrvatski nogometaš
- Vladimir Petrović, hrvatski tenisač, reprezentativac u Davisovu kupu
- Vinko Petrović, hrvatski pjesnik
- Zlatko Petrović - Pajo, hrvatski glazbenik (Kraljevi ulice)
- Zorislav Antun Petrović, hrvatski novinar, aktivist i publicist
- Željko Petrović, hrvatski malonogometaš[17]
- Željko Petrović, hrvatski dobitnik najviših hrvatskih priznanja u vatrogastvu, Plaketu Hrvatske vatrogasne zajednice s likom Đure Deželića, odlikovali ga hrvatski predsjednici 1994. Franjo Tuđman i 2016. Kolinda Grabar-Kitarović, Redom hrvatskog trolista za izniman doprinos u razvoju sustava zaštite i spašavanja od požara i razvoju vatrogastva u Republici Hrvatskoj[18]
- don Vilim Petrović, svećenik dubrovačke biskupije, rođeni Kopaničanin[19]

- Mate Petrović, šef šibenskog ogranksa Hrvatske konzervativne stranke[20]
- Jozo Petrović, gospodarstvenik[21]

Crnogorsko prezime:
- Bojana Popović r. Petrović, crnogorska rukometašica
- Petrović Njegoš (crnogorska dinastija)
- Željko Petrović (nogometaš), crnogorski nogometaš[22]

Srpsko prezime:
- Ljupko Petrović, bosanskohercegovački nogometaš i trener
- Biljana Petrović, srpska atletičarka
- Boban Petrović, srpski košarkaš
- Branislav Petrović, srpski glazbenik (Električni orgazam)
- Gajo Petrović, hrvatski filozof srpskog podrijetla
- Ljiljana Petrović, srpska pjevačica
- Milan Petrović (glazbenik), srpski glazbenik
- Miodrag Petrović Čkalja, srpski glumac
- Nadežda Petrović, srpska slikarica
- Slavko Petrović, srbijanski nogometni trener

Makedonsko prezime:
- Milan Petrović, makedonski vaterpolski reprezentativac
- Milovan Petrović, makedonski nogometaš
- Miroslav Petrović (boks), makedonski boksački trener, kojeg je makedonski boksački savez proglasio boksačkim trenerom stoljeća i kojem je Europska boksačka federacija dodijelila 2000. godine naslov najboljeg europskog trenera[23]

U Mađarskoj:
- Sándor Petőfi, mađarski pjesnik i revolucionar, krsnog imena Aleksandar Petrović

U Rumunjskoj:
- Pablo Petrovits (1819. - ?), rumunjski slikar iz Temišvara